# XXXII Batallón de Fortaleza de la Luftwaffe
El XXXII Batallón de Fortaleza de la Luftwaffe (XXXII. Luftwaffen-Festungs-Bataillon) fue una unidad de la Luftwaffe durante la Segunda Guerra Mundial.

## Historia
Fue formado el 22 de septiembre de 1944 en Neubrandenburg, con 3 compañías, donde se fijó el cambio de nombre del II Batallón/202.º Regimiento de Instrucción Aérea. Entró en acción en el Frente Occidental (VI Comando Administrativo Aéreo(?)). Se componía de: compañía de Plana Mayor con dos pelotones de telfonistas, dos pelotones de radiotelegrafistas, una unidad de transporte y una de intendencia.
- 1.ª Compañía de Fortaleza de la Luftwaffe
- 2.ª Compañía de Fortaleza de la Luftwaffe
- 3.ª Compañía de Fortaleza de la Luftwaffe
- 4.ª Compañía de Fortaleza de la Luftwaffe

Desde el 24 de septiembre de 1944 hasta el 5 de octubre de 1944, ´componentes del batallón sirvieron para reformar la 3.ª División de Paracaidistas en Oldenzaal, Bélgica. El 12 de octubre de 1944, se trasladó a Oldenzaal. En octubre de 1944 se utilizó para reformar el 5.º Regimiento de Paracaidistas en Oldenzaal, que fue destruido en Normandía. El 20 de febrero de 1945 fue absorbido por la 3.ª División de Paracaidistas.